# Andreas Brandt (Maler)
Andreas Brandt (* 29. Dezember 1935 in Halle (Saale); † 4. Januar 2016 in Niebüll) war ein deutscher Maler.

## Leben
Andreas Brandt begann 1954 ein Biologie-Studium an der Universität Halle. 1955 siedelte er nach West-Berlin um, wo er bis 1961 an der Hochschule für bildende Künste Berlin bei Ernst Schumacher ein Kunststudium absolvierte. Dann arbeitete er als freier Maler und war von 1982 bis 2001 Professor für Textildesign an der Hochschule für bildende Künste Hamburg. 1970 hatte er eine Gastdozentur an der HfbK Berlin inne.
Andreas Brandt war Mitglied im Deutschen Künstlerbund, an dessen Jahresausstellungen er zwischen 1966 und 1980 achtmal teilnahm. Er lebte und arbeitete ab 1986 in Niebüll.
Von 1960 bis 1962 war Andreas Brandt mit der Malerin Sarah Haffner verheiratet. Aus dieser Ehe stammt der Fotograf David Brandt.

## Wirken
Brandt gilt als ein Vertreter der Konkreten Kunst, einer Kunstrichtung innerhalb des Konstruktivismus, die mit einfachen, geometrischen Formen eine konkrete, autonome Bildwelt ohne jeden Verweis oder Abbildungsfunktion zu schaffen sucht. Ende der sechziger Jahre wandte sich Brandt unter dem Eindruck der jungen amerikanischen Malerei von der Darstellung äußerer Wirklichkeit ab und entwickelte eine sehr persönliche, konzeptionelle Bildsprache mit einem präzis formulierten, harmonisch ausgewogenen Systemgefüge und reduzierten Farbakkorden. Er beschäftigte sich mit der systematischen Verteilung von kräftig farbigen, schwarzen oder grauen Linien auf weißem Grund, zunächst nur mit Vertikalen auf Querformaten; später kamen auch horizontale Linien und Hochformate hinzu.
In seiner Beschränkung auf gerade, gleich breite Linien oder Streifen auf monochromen Hintergründen gehörte Brandt zu den radikalsten und kargsten konkreten Malern. Er erforschte die Balance der Flächen und die Verhältnisse der Farben und erhöhte durch die Sparsamkeit seiner Mittel die Wirkung des einzelnen Bildelements und den Neuigkeitswert kleinster Veränderungen zwischen Bilderserien. Für viele Betrachter entsteht in seinen Bildern eine unerwartete Räumlichkeit und die Elemente gewinnen eine gewisse Vibration.

„material ist die fläche, sind die farben. es gilt, die fläche – in ihrer begrenzung und ausdehnung – durch farbe in bewegung zu bringen. raum, autonomen bildraum zu schaffen. ordnungen zu finden (…). die fläche selbst als ein gestaltungsmittel ansehen. farbe, unabhängig vom stofflichen, frei von allem assoziativem, allem symbolischen, als fundamentalen bildnerischen wert nehmen.“

## Ehrungen und Auszeichnungen
- Stipendiat der Studienstiftung des deutschen Volkes
- 1962 Emil-Nolde-Stipendium
- 1975–76 US-Stipendium, einjähriger Aufenthalt in New York
- 1977 Kunstpreis Berlin (Förderpreis)
- 1977–1978 Emil-Nolde-Stipendium, einjähriger Aufenthalt in Seebüll
- 1990 Camille-Graeser-Preis, der Camille Graeser Stiftung, Zürich
- 1995 Fred-Thieler-Preis für Malerei, Berlin
- 2002 Nordfriesischer Kulturpreis für Literatur, Musik und Kunst

## Werke in öffentlichen Sammlungen
- Berlinische Galerie, Berlin
- Staatliche Museen zu Berlin, Kupferstichkabinett
- Bundesministerium des Innern, Sammlung der Bundesrepublik Deutschland, Bonn/Berlin
- Arithmeum, Universität Bonn, Institut für Diskrete Mathematik, Bonn
- Quadrat Bottrop, Josef-Albers-Museum Bottrop
- Musée de Cambrai, Cambrai
- Staatliche Kunstsammlungen, KupferstichKabinett, Dresden
- Hubertus Schoeller Stiftung, Düren
- Hamburger Kunsthalle, Hamburg
- Museum für konkrete Kunst, Ingolstadt
- Kunsthalle zu Kiel, Kiel
- Musée des Ursulines, Donation Reprères, Mâcon
- Musée de l’Art Concret, Donation Albers-Honegger, Mouans-Sartoux
- Staatliche Graphische Sammlung, München
- Sammlung der Stadt Neu-Ulm
- Städtische Sammlung Niebüll
- Sammlung Domnick, Nürtingen
- studio a, Museum gegenstandsfreier Kunst, Otterndorf
- Landesmuseum für Kunst und Kulturgeschichte, Schloss Gottorf, Schleswig
- Sammlung Schaufler, Sindelfingen
- Ministerium für Wissenschaft und Kunst, Staatsgalerie Stuttgart
- Kunstmuseum Stuttgart, Stuttgart
- Daimler Art Collection, Stuttgart[3]
- Satoru Sato Art Museum, Tome / Japan
- Museum Ritter Waldenbuch
- Museum im Kulturspeicher, Sammlung Peter C. Ruppert, Würzburg
- Von der Heydt-Museum, Sammlung Hildegard und Dr. Jürgen W. Holze, Wuppertal
- UBS AG Zürich